# Nanosaurus
Nanosaurus („malinký ještěr“) byl rod malého ptakopánvého dinosaura z kladu Neornithischia, který žil v období svrchní jury na území dnešních států Wyoming, Colorado a pravděpodobně i Utah v USA (souvrství Morrison). Jedná se však o pochybný taxon, který nemusí být vědecky platný (a může ve skutečnosti spadat do rodu Othnielosaurus).

## Popis

Porovnání velikosti nanosaura a člověka.

Nanosaurus byl malým býložravým dinosaurem, běhajícím po dvou zadních končetinách. Při délce kolem 2 metrů (i s dlouhým ocasem) dosahoval hmotnosti maximálně kolem 10 kg. Fosilie tohoto dinosaura jsou nicméně spíše fragmentární, poukazují však na schopnost rychlého pohybu a celkovou mrštnost. To byly pro menší dinosaury v ekosystémech morrisonského souvrství nezbytné vlastnosti, protože se zde nacházelo velké množství dravých teropodů všech velikostních kategorií. Jedinou nadějí na záchranu tak byl pro tyto malé ptakopánvé dinosaury rychlý útěk.
Blízce příbuznými taxony k nanosaurovi mohl být severoamerický rod Drinker a portugalský rod Phyllodon, který je ale známý pouze podle izolovaných fosilních zubů a několika fragmentů dolní čelisti. Příbuzným taxonem mohl být také pochybný rod Laosaurus.